# Pòl·lux (satèl·lit)
Pòl·lux, també conegut com a Saturn XXXIV (designació provisional S/2004 S 5), és un satèl·lit natural molt petit de Saturn, coorbital amb Dione i que ocupa el punt de Lagrange (L₅). El seu diàmetre s'estima d'uns 5 km.
Pòl·lux va ser descobert pel Cassini Imaging Team el 24 d'octubre del 2004, en imatges preses el 21 d'octubre del mateix any. Cerques posteriors en imatges de la Cassini el mostren també en captures de fins al 9 d'abril del 2004.

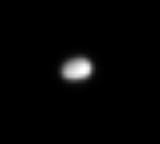
Imatge de Pòl·lux presa per la Cassini.

Pòl·lux és un dels quatre satèl·lits troians coneguts del sistema solar. La libració se l'emporta des de l'L₅ fins als 31,4º en la direcció contrària a Dione, i 26,1º de tornada, amb un període de 790,931 dies (en comparació, L₅ arrossega Dione 60º). La libració de Pòl·lux és prou gran perquè tingui algunes qualitats d'un satèl·lit amb òrbita de ferradura, tal com s'evidencia per la clara asimetria dels moviments cap a Dione i d'allunyament d'ell. En el curs d'un cicle d'aquests, el radi orbital de Pòl·lux varia uns ± 7660 km repecte el de Dione.
El nom de Pòl·lux va ser aprovat per la UAI el 21 de gener del 2005. En la mitologia grega, Pòl·lux és un dels dos dioscurs, germà bessó de Castor i fill de Zeus i Leda.